# 13918 Tsukinada
13918 Tsukinada eller 1984 QB är en asteroid i huvudbältet som upptäcktes den 24 augusti 1984 av den japanska astronomen Tsutomu Seki vid Geisei-observatoriet. Den är uppkallad efter  Tsukinada.
Asteroiden har en diameter på ungefär 7 kilometer.